# Nothofagus macrocarpa
Nothofagus macrocarpa là một loài thực vật có hoa trong họ Nothofagaceae. Loài này được (A.DC.) F.M.Vázquez & R.A.Rodr. mô tả khoa học đầu tiên năm 1999.